# Joe Niczky
Joachim „Joe“ Niczky (* 28. April 1918 in Berlin-Schöneberg; † 1986 in München) war ein deutscher Fotograf.

## Leben
Joe, eigentlich Joachim, Niczky war der Sohn des Malers und Grafikers Rolf Niczky und dessen erster Ehefrau Bella, geborene Rosenberg. Sein Großvater war der Maler Eduard Niczky.
Niczky wirkte in Berlin und München. Der Schwerpunkt seines Schaffens lag in den 1940er bis 1970er Jahren. Er wurde durch zahlreiche Mode- und Werbefotografien bekannt, vor allem aber als Starfotograf der UFA.
Er war verheiratet mit der Schauspielerin Ilse Petri und starb nach einer langjährigen Lungenerkrankung.

## Publikationen
- mit Günther Radloff, Oliver Hassencamp: Schwabing, Münchens schönste Tochter, Laokoon Verlag, München 1965.
- Ich kannte sie alle. Erinnerungen des Ufa-Starfotografen. Quadriga Verlag, Berlin 1984, ISBN 978-3-88679-105-7